# گیلز راک (ویسکانسین)
گیلز راک (به انگلیسی: Gills Rock) یک منطقهٔ مسکونی در ایالات متحده آمریکا است که در شهرستان دور، ویسکانسین واقع شده‌است.